# Ruch Obrony Społecznej
Ruch obrony społecznej powstał po II wojnie światowej, nawiązywał do szkół pozytywistycznych a zwłaszcza do socjologicznej, jego powstanie wiąże się z powstaniem Międzynarodowego Instytutu dla Studiów Obrony Społecznej. 
Ruch dążył do obrony podstawowych gwarancji jednostki, humanizacji prawa karnego, głosił postulaty zniesienia kary śmierci, zapewnienia sądowi wszechstronnych danych o sprawcy czynu i jego środowisku. Wnosił o rozdzielenie postępowania na dwie fazy: pierwszej czy sprawca popełnił zarzucany mu czyn i czy ponosi winę oraz drugiej jaki środek należy zastosować w tej sytuacji. Chciał zespolenia ochrony społeczeństwa i resocjalizacji przestępcy, operowanie karą i środkami zabezpieczającymi.

Gdyż Ruch Ochrony Społecznej nie był koncepcją jednolitą, wymieniamy jego dwa kierunki :
1. Włoski - skrajnie-radykalny jego przedstawicielem jest Filip Grammatic, ruch ten nawiązywał do niektórych wcześniejszych skrajnych poglądów dążących do zmiany podejścia do prawa karnego. Głosił, że człowiek jako jednostka antyspołeczna, zmierza do zerwania z tradycyjnymi zasadami odpowiedzialności karnej.Chciał oparcia programów resocjalizacyjnych oraz ochrony społecznej na antyspołeczności sprawcy. Jej wyrazem może być nie tylko czyn zabroniony, lecz także tryb życia manifestujący antysocjalne nastawienie.
2. Francuski - umiarkowany zwany nową obroną społeczną, jego przedstawicielem jest Mark Ancel – ruch ten głosił potrzebę badań poznawczych sprawcy, program reformy prawa karnego i polityki karnej oparty na przestrzeganiu zasad legalizmu (w tym nullum crimen sine lege, nulla poena sine lege).Cechą charakterystyczną nurtu jest humanizm, a zwłaszcza dążenie do ograniczenia zakresu penalizacji, czyli uznanie przez ustawodawcę określonego czynu za czyn zabroniony (przestępstwo), wykroczenie lub delikt dyscyplinarny oraz w niektórych koncepcjach utrzymywania zagrożenia karą danego czynu. Nurt francuski postulował również oparcie oddziaływania na sprawców przestępstw na programach resocjalizacyjnych. Warunkiem tych programów jest gruntowne badanie osobowości sprawców przestępstw, a więc zerwanie z abstrakcją proporcjonalności winy i kary na rzecz realnego oddziaływania resocjalizacyjnego.
Pod wpływem Ruchy Nowej Obrony Społecznej do pewnego stopnia powstały niektóre kodeksy karne jak np. duńska ustawa kryminalna dla Grenlandii. A elementy resocjalizacyjny tego ruchu można odnaleźć w polskim kodeksie karnym z 1969 roku a także w kodeksie greckim z 1952 roku czy szwedzkim z 1962 roku.